# Автомобільна безпека
Автомобільна безпека відноситься до галузі комп’ютерної безпеки, що зосереджується на кіберризиках, пов’язаних із автомобільним контекстом. Щораз більша кількість ЕБК у транспортних засобах, а також впровадження різноманітних засобів зв’язку від автомобіля та  дистанційним та бездротовим до нього способом призвели до необхідності створення галузі кібербезпеки, спеціалізованої для запобігання загрозам, пов’язаним із транспортними засобами. Не слід плутати це із автомобільною безпекою.

## Причини
Впровадження кількох ЕБК (електронних блоків керування) всередині транспортних засобів почалося на початку 70-х років завдяки розробці інтегральних схем і мікропроцесорів, що створили економічно доцільним виробництво ЕБК у великих масштабах.  Відтоді кількість ЕБК зросла до 100 одиниць на автомобіль. Нині ці блоки контролюють майже все у транспортному засобі, від простих завдань, таких як активація склоочисників, до більш пов’язаних із безпекою, таких як гальмування за проводом або АБС (антиблокувальної системи гальм). Автономне водіння також значною мірою залежить від впровадження нових, складних ЕБК, такої як ADAS (Удосконалена система допомоги водію), поряд із датчиками (лідарами та радарами) та їхніми блоками керування.
Усередині автомобіля ЕБК один з одним з’єднані через кабельні або бездротові мережі зв’язку, такі як: шина CAN (мережа контролера), шина MOST (транспортна система, орієнтована на медіа), FlexRay (протокол автомобільної мережі) або RF (радіочастота) як і в багатьох впровадженнях TPMS (систем моніторингу тиску повітря в шинах). Багато з цих ЕБК потребують даних, отриманих через ці мережі, які надходять від різних датчиків, щоб працювати та використовувати такі дані для зміни поведінки автомобіля (наприклад, круїз-контроль змінює швидкість автомобіля залежно від сигналів, що надходять від кнопки, яка зазвичай розташована на кермі).
З моменту розробки дешевих технологій бездротового зв’язку, таких як Bluetooth, LTE, Wi-Fi, RFID тощо, виробники автомобілів і виробники комплектного обладнання розробили ЕБК, що впроваджують такі технології з метою покращення досвіду водія та пасажирів. До систем, пов’язаних з безпекою, відносяться OnStar  від General Motors, телематичні пристрої, зв’язок між смартфонами та динаміками автомобіля через Bluetooth, Android Auto  та Apple CarPlay . 

## Модель загрози
Моделі загроз в автомобільному світі базуються як на реальних, так і на теоретично можливих атаках. Більшість реальних атак спрямовані на безпеку людей в автомобілі та навколо нього, змінюючи кіберфізичні можливості автомобіля (наприклад, кермування, гальмування, прискорення без необхідності дій з боку водія   ), у той час як теоретичні атаки зосереджені також на цілях, пов’язаних із конфіденційністю, наприклад, отримання даних GPS про транспортний засіб або захоплення сигналів мікрофона тощо. 
Що стосується поверхонь атаки транспортного засобу, вони зазвичай поділяються на дальні, ближні та локальні:  LTE і DSRC можна вважати дальніми, тоді як Bluetooth і Wi-Fi зазвичай вважаються короткими, хоча діапазон все ще є бездротовий. Відповідно до цього, USB, OBD-II та всі поверхні атаки, що потребують фізичного доступу до автомобіля, визначаються як локальні. Зловмисник, який здатний здійснити атаку через дальню поверхню, вважається сильнішим і небезпечнішим, ніж той, якому потрібен фізичний доступ до автомобіля. У 2015 році можливість атак на транспортні засоби, які вже є на ринку, була доведена можливою Міллером і Валасеком, яким вдалося перешкодити керуванню Jeep Cherokee, віддалено підключившись до нього через віддалений бездротовий зв’язок.  

### Атаки на мережу контролера
Найпоширеніша мережа, що використовується у транспортних засобах та загалом використовується для зв’язку, пов’язаним з безпекою – це CAN через її властивості реального часу, простоту та дешевизну. З цієї причини більшість атак у реальному світі було реалізовано проти ЕБК, підключених через цей тип мережі.    
Більшість атак, продемонстрованих проти реальних транспортних засобів або на тестових стендах, належать до однієї чи кількох із наведених нижче категорій:

#### Аналізатор трафіку
Аналізатор трафіку (або сніфер) у сфері комп’ютерної безпеки загалом стосується можливості перехоплення та реєстрації пакетів або, загалом, даних із мережі. У випадку CAN, оскільки це шинна мережа, кожен вузол прослуховує весь зв’язок у мережі. Для зловмисника корисно прочитати дані, щоб дізнатися про поведінку інших вузлів мережі перед здійсненням фактичної атаки. Зазвичай кінцева мета зловмисника полягає не в тому, щоб просто знайти дані в CAN, оскільки пакети, що передаються через цей тип мережі, зазвичай не є цінними лише для читання. 

#### Відмова в обслуговуванні
Відмова в обслуговуванні (DoS) в інформаційній безпеці зазвичай описується як атака, яка має на меті зробити машину або мережу недоступними. DoS- атаки проти ЕБК, підключених до шин CAN, можуть здійснюватися як проти мережі, зловживаючи арбітражним протоколом, який використовується CAN, щоб завжди вигравати арбітраж, так і націлюватись на один ЕБК, зловживаючи протоколом обробки помилок CAN.  У цьому другому випадку зловмисник позначає повідомлення жертви як помилкові, щоб переконати жертву в тому, що вона зламана, і тому вимикає мережу. 

#### Спуфінг
Спуфінг-атаки охоплюють усі випадки, коли зловмисник, фальсифікуючи дані, надсилає повідомлення, видаючи себе за інший вузол мережі. У сфері автомобільної безпеки зазвичай атаки спуфінгу поділяються на маскарадні атаки та атаки повторного відтворення. Вони визначаються як усі атаки, коли зловмисник видає себе за жертву та надсилає прослухані дані, які вона надіслала під час попередньої ітерації автентифікації. З протилежного боку, маскарадні атаки — це атаки підробки, де корисне навантаження даних створює зловмисник. 

## Приклад реальної автомобільної загрози
Дослідники безпеки Чарлі Міллер і Кріс Валасек успішно продемонстрували віддалений доступ до широкого спектру засобів керування транспортним засобом, використовуючи Jeep Cherokee як ціль. Вони могли керувати радіоприймачем, засобами керування навколишнього середовища, склоочисниками, а також певними функціями двигуна та гальм. 
Метод, використаний для злому системи, полягав у впровадженні попередньо запрограмованого чіпа в шину мережі контролера (CAN). Вставивши цей чіп у шину CAN, він міг надіслати їй довільне повідомлення. Ще одна річ, на яку звернув увагу Міллер — це небезпека шини CAN, оскільки вона транслює сигнал, повідомлення якого може бути перехоплено хакерами по всій мережі.
Управління транспортним засобом здійснювалося дистанційно, маніпулюючи системою без будь-якої фізичної взаємодії. Міллер стверджує, що він може керувати будь-яким із приблизно 1,4 мільйона транспортних засобів у Сполучених Штатах, незалежно від розташування чи відстані. Єдине, що потрібно, це щоб хтось увімкнув транспортний засіб для отримання доступу. 
Робота Міллера і Валасека повторила попередню роботу, завершену й опубліковану вченими у 2010 і 2011 роках на іншому транспортному засобі.  Попередня робота продемонструвала здатність скомпрометувати транспортний засіб дистанційно через кілька бездротових каналів (включно зі стільниковим зв’язком) і здатність дистанційно керувати критично важливими компонентами транспортного засобу після зламу, включаючи блок телематики та гальма автомобіля. У той час як попередня наукова робота була загальнодоступною, як у рецензованих наукових публікаціях  , так і в пресі , робота Міллера та Валесека отримала ще більшу публічну видимість.

## Заходи безпеки
Зростання складності пристроїв та мереж в автомобільному контексті вимагає застосування заходів безпеки для обмеження можливостей потенційного зловмисника. З початку 2000 року було запропоновано і в деяких випадках застосовано багато різних контрзаходів. Нижче наведено список найпоширеніших заходів безпеки: 
- Підмережі: щоб обмежити можливості зловмисника, навіть якщо йому/їй вдається отримати віддалений доступ до транспортного засобу через віддалено підключений ЕБК, мережі автомобіля розділені на кілька підмереж, а найбільш критичні ЕБК не розміщуються в ті самі підмережі ЕБК, до яких можна отримати віддалений доступ. [8]
- Шлюзи: підмережі розділені захищеними шлюзами або мережевими екранами, які блокують повідомлення з однієї підмережі в іншу, якщо вони не передбачалися. [8]
- Системи виявлення вторгнень (IDS): у кожній критичній підмережі один із підключених до неї вузлів (ЕБК) має на меті зчитувати всі дані, що передаються підмережею, та виявляти повідомлення, які за певними правилами вважаються шкідливими (зробленими зловмисником). [18] Довільні сповіщення можуть бути зловлені пасажиром за допомогою IDS, яка повідомить власника про несподіване повідомлення. [19]
- Протоколи автентифікації: щоб реалізувати автентифікацію у мережах, де вона ще не реалізована (наприклад, CAN), можна розробити протокол автентифікації, який працює на вищих рівнях моделі ISO OSI, використовуючи частину даних корисного навантаження повідомлення для автентифікації самого повідомлення. [12]
- Апаратні модулі безпеки: оскільки багато ЕБК недостатньо потужні, щоб підтримувати затримки у реальному часі під час виконання процедур шифрування або дешифрування, між ЕБК та мережею можна розмістити апаратний модуль безпеки, який керуватиме його безпекою. [7]

## Законодавство
У червні 2020 року Всесвітній форум Європейської економічної комісії ООН (ЄЕК ООН) з гармонізації правил щодо транспортних засобів випустив два нових регламенти, R155 і R156, які встановлюють «чіткі вимоги до продуктивності та аудиту для виробників автомобілів» щодо автомобільної кібербезпеки та оновлень програмного забезпечення. 